# Badia de Roses
La badia de Roses és una badia de la mar Mediterrània situada a la costa de l'Alt Empordà, a l'extrem N del golf de Roses i de la Costa Brava, entre la punta de la Poncella (sota el castell de la Trinitat) i la desembocadura de la Mugueta, límit S de la urbanització de Santa Margarida i del municipi de Roses, al qual tota l'àrea pertany. El far de Roses, a la punta de la Bateria, i el de Santa Margarida, al grau de la Muga, en marquen els extrems.
Pren el seu nom de la vila de Roses, cap del municipi i principal nucli urbanitzat, encara que, a conseqüència del desenvolupament del turisme a partir de la dècada de 1960, en l'actualitat pràcticament tota la badia està urbanitzada.
Molt sovint, s'aplica impròpiament aquesta denominació al golf de Roses o una i altra són emprades com a sinònimes, a causa de la concurrència de significats en altres llengües.

## Història
Històricament important com a recer de la navegació i principal via d'accés al sector N de la plana de l'Alt Empordà, fou el lloc escollit pels grecs massaliotes per a fundar l'establiment de Rode (Rodes), succeït a l'alta edat mitjana per la vila de Roses, que es desenvolupà sobre les seves restes i al voltant del monestir de Santa Maria de Roses.
A la baixa edat mitjana, Roses esdevingué el principal port del comtat d'Empúries i, a partir de mitjan segle xvi, amb la construcció de l'anomenada ciutadella de Roses, un centre estratègic de primer ordre en l'imperi habsbúrgic, que fins a la Guerra del Francès va patir durament les conseqüències bèl·liques d'aquest fet.
Actualment, a part de ser un gran centre turístic, té el port de pesca més important del N de Catalunya.